# 武蔵野市民文化会館
武蔵野市民文化会館（むさしのしみんぶんかかいかん）は、東京都武蔵野市中町にある文化施設。（公財）武蔵野文化生涯学習事業団が管理運営している。
なお、同じ武蔵野市にありよく似た名前の公共施設として武蔵野市民会館（むさしのしみんかいかん）が境2丁目に所在するが、そちらは市教育部が管理運営しており本会館とは無関係である。

## 概要
本文化会館は大ホール・小ホールがあり（座席数などは後述）、主にコンサートのほか演劇、講演、武蔵野市の関連行事（武蔵野市民交響楽団定期公演、成人式、市政○周年記念式典等）や、武蔵野市のほか近隣の自治体の小・中学校の文化発表事業（合唱コンクール、演奏会、演劇発表会等）、成蹊大学の音楽部活動（吹奏楽団など）の定期公演などにも使用される。
また過去には『NHK歌謡コンサート』（NHK総合テレビ）の公開生放送も行われたほか、近年では吉本興業所属の芸人らが出演するお笑いライブツアー「週末よしもと」の公演も年1～2回程度開催されている。

## 沿革
- 1984年11月1日、武蔵野市役所旧庁舎跡地に開館。
- 2016年、改修工事のため、同年4月1日より全面休館となる。
- 2017年4月20日（小ホールのみ5月18日）リニューアルオープン。

## 施設
大ホール
多目的ホール。客席数は最大1,354席（1階固定席982、車椅子席4、2階固定席368）
小ホール
音楽専用ホール。客席数は474席（固定席470、車椅子席4）
その他展示室、会議室、茶室、和室、展示室がある。

## 交通アクセス
- 三鷹駅（JR中央線）下車
  - 北口より徒歩[2]約13分
  - 北口バス乗り場[3]より関東バス、西武バス「市民文化会館入口」バス停下車徒歩約2分
- 吉祥寺駅（JR中央線、京王井の頭線）下車
  - 北口バス乗り場[4]より関東バス「市民文化会館前」バス停下車
- 武蔵境駅（JR中央線、西武多摩川線）下車
  - 北口より関東バス[5]「市民文化会館入口」バス停下車徒歩約2分
- 武蔵関駅（西武新宿線）下車
  - 南口より関東バス[6]「市民文化会館入口」バス停下車徒歩約2分
- 西武柳沢駅（西武新宿線）下車
  - 南口より関東バス「市民文化会館前」[7]バス停下車、「市民文化会館入口」[8]バス停下車徒歩約2分
- 保谷駅（西武池袋線）下車
  - 南口より西武バス・関東バス[9]「市民文化会館入口」バス停下車徒歩約2分